# Shungyangella
Shungyangella is een geslacht van kreeftachtigen uit de klasse van de Ostracoda (mosselkreeftjes).

## Soorten
- Shungyangella bicostata Ruan
- Shungyangella japanica (Yajima, 1988)
- Shungyangella tricostata Hu & Tao, 2008